# Louis Zotz
Louis Zotz (* 22. April 1903 in Taschen (Haus Nr. 76), Wenns, Imst, Tirol, Österreich; Taufe am 23. April 1903 in Piller, Österreich; † 1989 in Zaunhof, Österreich) war ein auf den Philippinen tätiger österreichischer Theologe, katholischer Priester und Hochschulgründer. Auf den Philippinen werden auch die Schreibweisen „Luis Zots“ und „Luis Zotz“ verwendet. 

## Leben
Louis Zotz

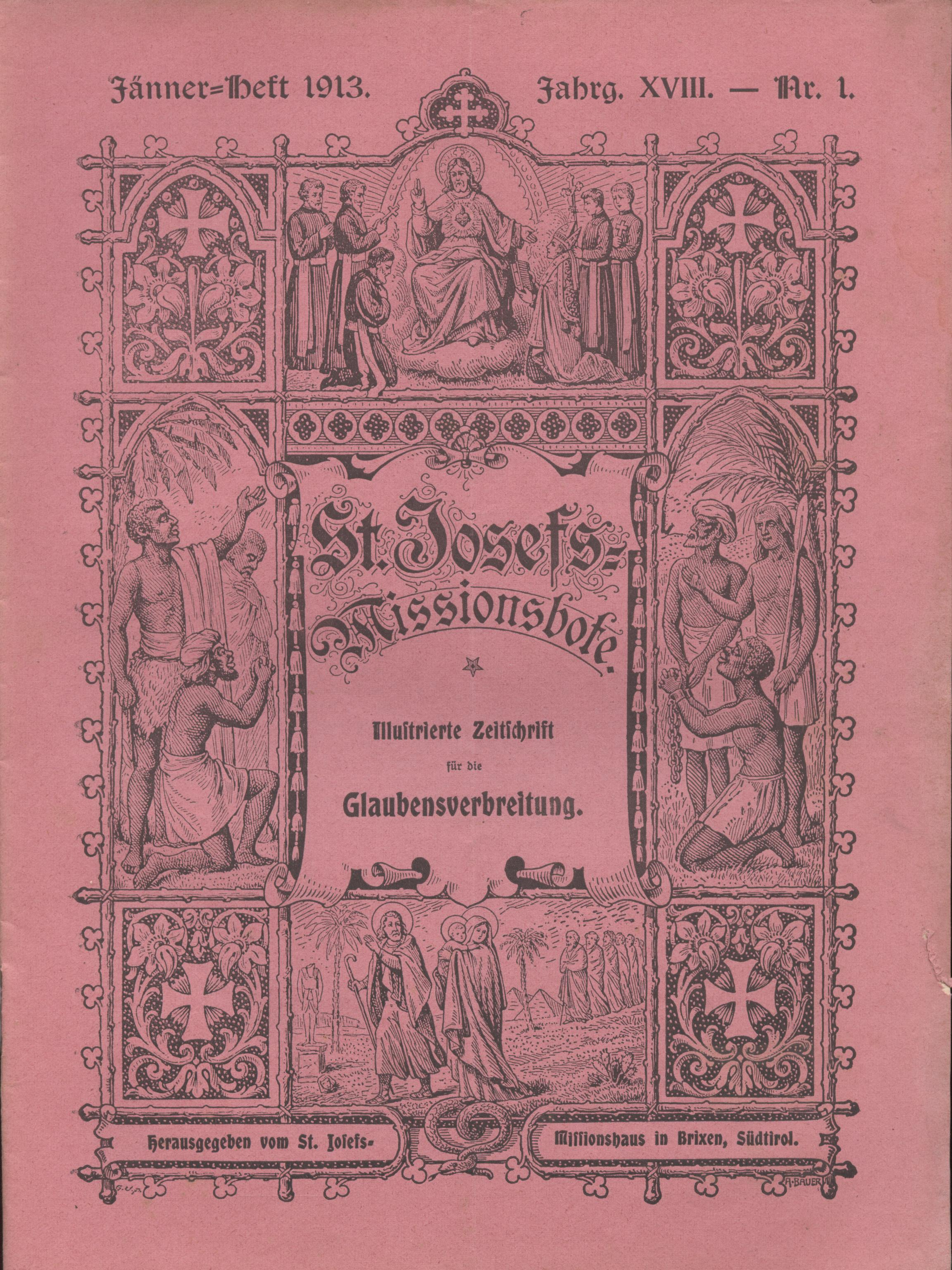
Der „St. Josefs-Missionsbote“, 1913

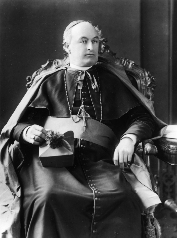
Herbert Kardinal Vaughan

stammt aus der österreichisch-deutschen Künstler-, Unternehmer- und Gelehrtenfamilie Zotz oder Zoz, aus der unter anderem mit Edmund Zoz, Alois Zotz und Josef Zotz zahlreiche Theologen und Priester hervorgingen. Louis Zotz wuchs in seiner Heimat Tirol auf. Im katholischen Milieu seiner Familie las man die Zeitschrift „St. Josefs-Missionsbote“, in der mit vielen Bildern von katholischen Ordensprojekten in Afrika, Asien, Ozeanien und Südamerika berichtet wurde. Davon angesprochen, entschloss sich Zotz in früher Jugend, selber als Priester in die Welt zu gehen. Er trat der 1866 ins Leben gerufenen Missionsgesellschaft vom hl. Joseph von Mill Hill bei und wurde ein großer Verehrer ihres Gründers des Erzbischofs von Westminster Herbert Kardinal Vaughan. Die Missionsgesellschaft hatte ihren Sitz für den deutschen Sprachraum in der damals zu Österreich gehörenden Südtiroler Stadt Brixen.
Zotz studierte in der Folge Theologie in Österreich und London, wo er am Hauptsitz der Missionsgesellschaft im Stadtteil Mill Hill des Bezirks London Borough of Barnet am 20. Juli 1930 zum Priester geweiht wurde. Die Weihe nahm William Bouter vor, der Bischof des indischen Bistums Nellore. Anschließend ging Louis Zotz auf die Philippinen, wo er bis 1972 in der Provinz Antique unter anderem in Patnongon als Priester sowie in Bildungs- und Sozialprojekten tätig war. Danach kehrte er nach Österreich zurück, wo er pastorale Arbeit in Tirol leistete. Er starb in Zaunhof, etwa 17 Kilometer von seinem Geburtsort Piller entfernt.

## Tätigkeit
Louis Zotz gründete 1959 in San Jose mit Simon Baars und John Daly das „St. Anthony’s College“, das bis heute als staatlich anerkannte Hochschule verschiedene geistes- und naturwissenschaftliche Studiengänge anbietet. Er legte zahlreiche Schriften in Filipino zu theologischen Fragen und Themen der Erziehung vor.

## Werke (Auswahl)
- Überlegungen zur Mission in einem katholischen Land. Patnongon 1968
- Erinnerungen. 1930–1970. San Jose (Antique) 1971